# Wallfahrtskirche Maria Plain

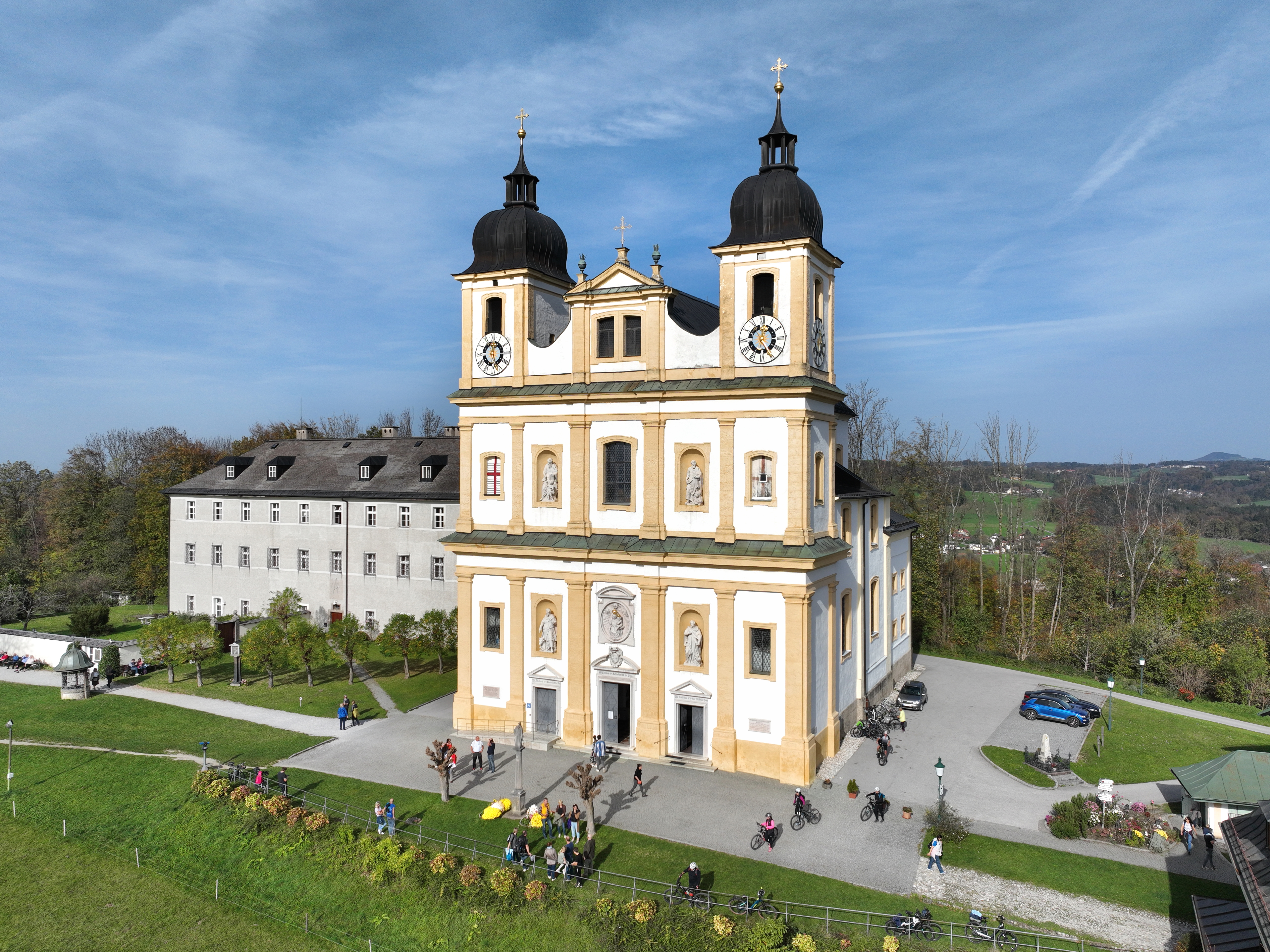
Katholische Wallfahrtskirche Maria Plain in Bergheim

Die Wallfahrtskirche Maria Plain steht dominierend auf dem Plainberg im Ortsteil Maria Plain der Salzburger Gemeinde Bergheim gut sichtbar nördlich der Stadt Salzburg. Die auf das Fest Mariä Himmelfahrt geweihte Pfarrkirche und Wallfahrtskirche gehört zum Dekanat Bergheim in der Erzdiözese Salzburg. Maria Plain ist die größte Wallfahrtskirche der Erzdiözese.

## Geschichte

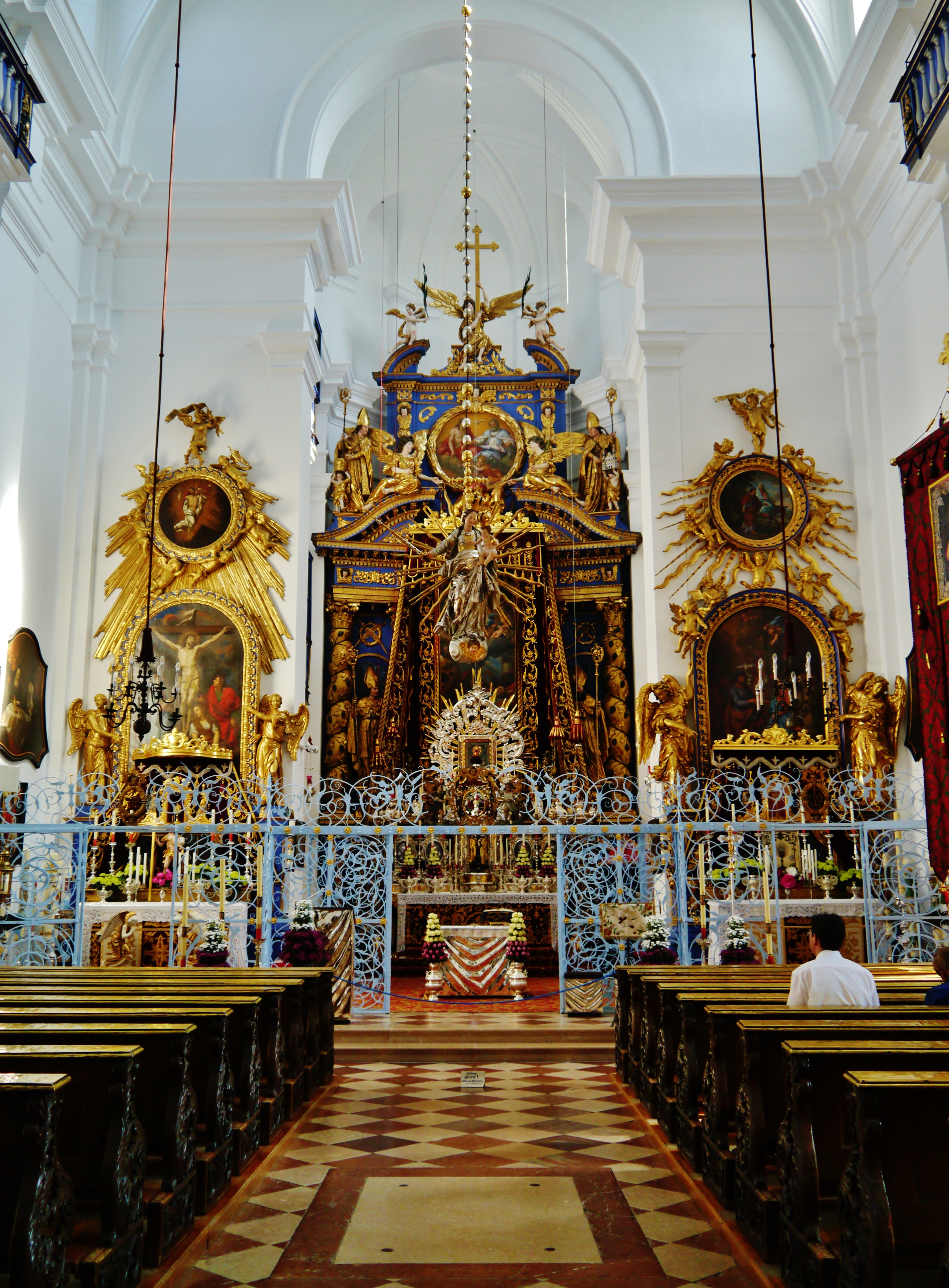
Innenraum

1671 begann unter Erzbischof Max Gandolf von Kuenburg der Bau der Wallfahrtskirche, die zwischen 1671 und 1674 durch Giovanni Antonio Dario erfolgte. Dabei trugen die seit 1618 konföderierten süddeutschen Benediktinerklöster zur Ausstattung der Kirche bei. Am 12. August 1674 konsekrierte der Erzbischof die Kirche und übergab sie den Benediktinern, die damals die Salzburger Universität führten. Sie errichteten 1681 die Bruderschaft Maria Trost. Max Gandolf holte 1676 das das inzwischen nach Augsburg gelangte Original des Gnadenbildes nach Maria Plain. In der Folge nahm die Wallfahrt zu, es kam 1653 und 1692 zu wunderbaren Heilungsberichten. 
Am 4. Juli 1751 wurde in der Wallfahrtskirche das Plainer Marienbild mit von Papst Benedikt XIV. gesegneten Kronen gekrönt.:19 Bei der Hundert-Jahr-Feier im Jahr 1774 gingen 6.000 Personen zur Kommunion:7 während einer Messe, die vom Salzburger Domherren Joseph Philipp Adam Graf von Strassoldo gefeiert wurde. Prediger war der Theatinerpater Ferdinand Maria Koller.
Bis 1810 gehörte die Kirche zur Universität Salzburg, seit 1824 und wurde nach dem Statut der Stiftung 1824 der Abtei St. Peter übergeben. Papst Pius XII. erhob die Basilika 1952 zur Basilica minor. 1974 wurden die Basilika und das nebenstehende Klostergebäude anlässlich des 300-Jahr-Jubiläums renoviert. 1998 wurde eine neue Orgel von Georg Westenfelder errichtet. 2003/04 wurde das Äußere der Wallfahrtskirche renoviert, 2005/06 der Kalvarienberg.

## Architektur und Ausstattung
Die Kirche ist ein nach Norden ausgerichteter, einschiffiger Bau. Sie besitzt Seitenkapellen und einen einspringenden Chor. Das Schiff wird von einem Satteldach bedeckt, der Chor verfügt über ein eigenes, niedrigeres Satteldach mit aufgesetzter Laterne. Die Seitenkapellen sind niedriger als das Schiff und verfügen über Pultdächer. An den Chor schließen sich im Westen bzw. Osten drei- bzw. zweigeschoßige Sakristei-Anbauten an. Im Süden befindet sich die doppeltürmige, dreigeschoßige und fünfachsige Fassade. Pilaster gliedern die Fassade vertikal, die horizontale Gliederung erfolgt durch einen breiten Sockel sowie breite Gesimse zwischen den Geschoßen. Das zweite Obergeschoß wird durch die beiden seitlichen Glockengeschoße der Türme, die eine Glockenhelm mit Laterne tragen, und das mittlere Giebelfeld gebildet. Letzteres trägt ein Doppelfenster und einen Dreiecksgiebel. An den Türmen wird die Gliederung an der West- und Ostseite weitergeführt, an der restlichen Fassade gibt es keine Geschoßeinteilung, lediglich einen umlaufenden Sockel.

### Fassade
Die Südfassade besitzt im Erdgeschoß und im ersten Obergeschoß je zwei halbrunde Nischen mit den vier Evangelisten (1673). Von links oben nach rechts unten betrachtet entsprechen sie derjenigen Anordnung, wie sie erstmals bei dem Propheten Ezechiel zu lesen ist: Und ihre Gesichter sahen so aus: Ein Menschengesicht (blickte bei allen vier nach vorn), ein Löwengesicht bei allen vier nach rechts, ein Stiergesicht bei allen vier nach links und ein Adlergesicht bei allen vier (nach hinten) (Ez 1,10 ). Im Giebel des Mittelportals befindet sich das Wappen des Erbauers, Erzbischof Max Gandolf von Kuenburg, über diesem ein Relief mit Maria und dem Kinde. Die beiden Seitenportale sind ebenfalls mit einem Dreiecksgiebel bekrönt.

### Innenraum
Das Langhaus besteht aus zwei ganzen und je einem Halbjoch im Norden und Süden. Mit einem rundbogigen Triumphbogen schließt der einjochige Chor an, der einen 3/8-Schluss besitzt. An den ganzen Jochen schließen im Westen und Osten je zwei Seitenkapellen an, die sich zwischen den Türmen im Süden und den Stiegenanlagen der Sakristeien im Norden befinden. Ein Kreuzgratgewölbe mit Stuckspiegeln deckt Langhaus, Chor und Seitenkapellen ein.
Vom Halbjoch im Süden gehen seitlich die Eingänge zu den Turm-Wendeltreppen ab. Darüber befindet sich eine zweigeschoßige Empore, die über die ganze Breite des Halbjochs verläuft. Sie ist dreischiffig, kreuzgratgewölbt und öffnet sich mit Rundbögen bzw. Segmentbögen zum Schiff hin. Auch über den Seitenkapellen befinden sich Emporen.

#### Hochaltar und Seitenaltäre

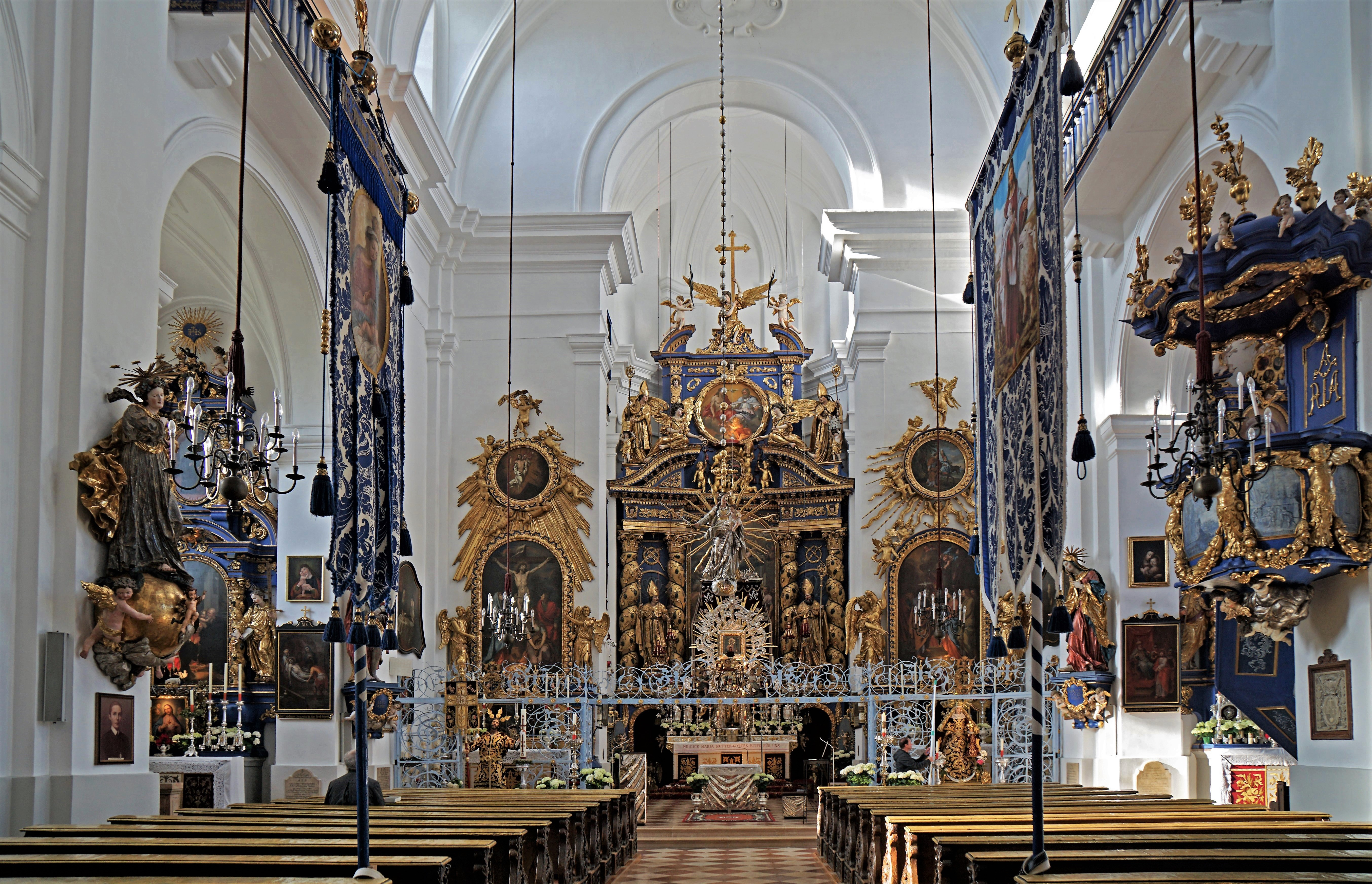
Innenansicht

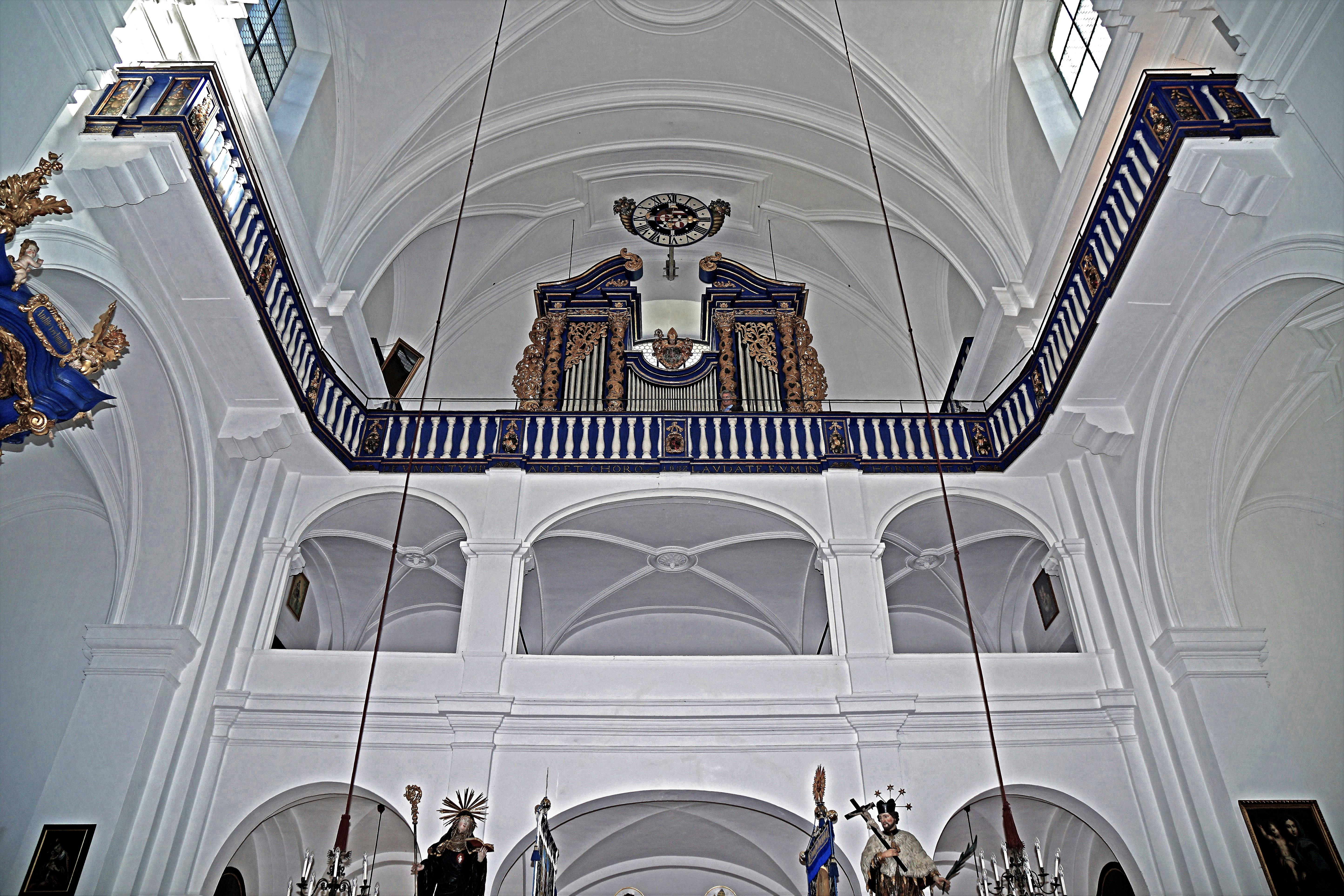
Blick gegen die Orgelempore

Der Hochaltar stammt aus dem Jahr 1674 und wurde von Erzbischof Max Gandolf von Kuenburg gestiftet. Das Altarblatt stammt von Frans de Neve und zeigt Mariä Himmelfahrt. Das Oberbild zeigt die Heilige Dreifaltigkeit. Die seitlichen Konsolfiguren stellen die heiligen Vitalis und Maximilian dar, die im Aufsatz die heiligen Rupert und Virgil. Sie stammen vom Meister der Salvatorstatue an der Domfassade.
Vor dem Altarblatt befindet sich das Gnadenbild von Maria Plain, ein Bildnis aus dem frühen 17. Jahrhundert. Es wurde 1751 mit Kronen versehen. 1732 erhielt der Rahmen von 1679 einen Strahlenkranz, 1751 wurde er mit Rocaillen versehen. Unterhalb des Bildnisses befindet sich ein aus Silber getriebenes Wappen von Erzbischof Max Gandolph. Der Tabernakel stammt aus der Mitte des 18. Jahrhunderts.
Die beiden Seitenaltäre gleichen sich im Aufbau. Das Altarblatt wird von Engeln gehalten, das Rundbild im Aufsatz von Putten. Der linke Seitenaltar wurde 1674 von Polykarp von Kuenburg, Bischof von Gurk, gestiftet. Das Altarblatt zeigt die Kreuzigung Christi und ist mit François von Roethiers 1724 bezeichnet, das Rundbild zeigt die Himmelfahrt Christi und stammt aus der ersten Hälfte des 18. Jahrhunderts. Der rechte Seitenaltar wurde 1673 von Abt Edmund I. Sinnhuber von St. Peter gestiftet. Aufbau und figuren stammen von Thomas Schwanthaler. Das Altarblatt zeigt die Vermählung Marias, das Rundbild die Flucht nach Ägypten. Auf den Mensen beider Altäre befinden sich große Reliquienschreine mit den beiden Heiligen Dionysius und Christina. Die Statuetten auf den Schreinen stellen die vier Kirchenväter dar, links Gregor und Augustinus, rechts Hieronymus und Ambrosius. Sie wurden 1733 von Johann Georg Hitzl gefertigt.

#### Seitenkapellen
Der erste Altar wurde 1676/77 von der Stadt Salzburg gestiftet. Das Altarblatt zeigt die heilige Familie mit Gottvater und Heiligem Geist, das Rundbild im Aufsatz das Christuskind als Bezwinger der Schlange und des Todes. Die seitlich stehenden Konsolfiguren stellen die heiligen Johannes den Täufer und Johannes den Evangelisten dar. Das Mensabild zeigt den heiligen Antonius von Padua.
Der zweite Altar wurde 1676 von Abt Ehrenbert Schreyvogel von Kremsmünster gestiftet. Das Altarblatt zeigt die heilige Familie mit den heiligen Benedikt und Scholastika. Das Bild ist eine Kopie nach einem Gemälde in Kremsmünster. Das Oberbild zeigt eine Vision des heiligen Benedikt. Die Konsolfiguren stellen die heiligen Maurus und Placidus dar. Auf dem Gebälk tummeln sich Engel. Die Aufsatzbekrönung zeigt das Wappen derer von Kuenburg und der Stadt Salzburg. Der Tabernakel zeigt im Relief die Kreuzigung.
Der dritte Altar ist wie der zweite aufgebaut und wurde 1676 von Abt Placidus Hieber des Stifts Lambach gestiftet. Das Altarblatt zeigt die heilige Familie, das Oberbild Gottvater. Die Konsolfiguren zeigen die heiligen Kilian und Wolfgang, im Aufsatz die heiligen Meinrad und Benedikt. Die Aufsatzbekrönung zeigt das Wappen des Stifters.
Der vierte Altar gleicht im Aufbau dem ersten. Er wurde von Gräfin Justine Lamberg gestiftet und 1679 vollendet. Das Altarblatt zeigt die Vierzehn Nothelfer, das Oberbild Maria mit ihren Eltern. Die Konsolfiguren zeigen die heiligen Petrus und Paulus, das Mensabild die heilige Walburga.

#### Kanzel und übrige Einrichtung
Die Kanzel wurde 1682 vom Abt von Garsten, Anselm Angerer gestiftet. Die Malerei am Kanzelkorb zeigt den Brand im Markt Regen, die Wallfahrt nach Maria Plain, die Ursprungskapelle sowie Moses, wie er Wasser aus dem Felsen schlägt. An der Rückwand ist das Wappen von Abt Angerer angebracht. Der Treppenaufgang zeigt die drei Kardinaltugenden.
Im Mittelschiff schwebt an einer stilisierten Rosenkranz-Schnur die silbergefasste Holzfigur einer gekrönten Maria mit Jesuskind im Strahlenkranz. Sie ist eine Votivgabe aus dem Jahr 1675. Zur weiteren Einrichtung gehören folgende Konsolfiguren: Immaculata um 1680; Schmerzensmann und Mater Dolorosa, die heiligen Gertrud von Nivelles und Johannes Nepomuk, alle Anfang des 18. Jahrhunderts; eine Rosenkranzmadonna um 1674.
In den Füllungen der beiden Türen zu den Emporenaufgängen sind volkstümliche Abbildungen zur Geschichte des Gnadenbildes.
Von Kremser Schmidt stammen acht Bilder etwa um 1765 mit folgenden Motiven: hl. Leonhard, Gefangene tröstend; hl. Maurus; hl. Benedikt bei hl. Scholastika; das Weinwunder des hl. Benedikt; hl. Wolfgang; hl. Placidus; Maria und Johannes. Aus der zweiten Hälfte des 18. Jahrhunderts stammen die Kreuzwegbilder.
Die vier Beichtstühle mit Rocailleschnitzwerk und reichhaltigen Intarsien stammen vom Salzburger Hoftischler Simon Thaddäus Baldauf (um 1760). Die Bänke tragen barocke Wangen. Zwei Weihwasserbecken stammen aus der Zeit um 1675.

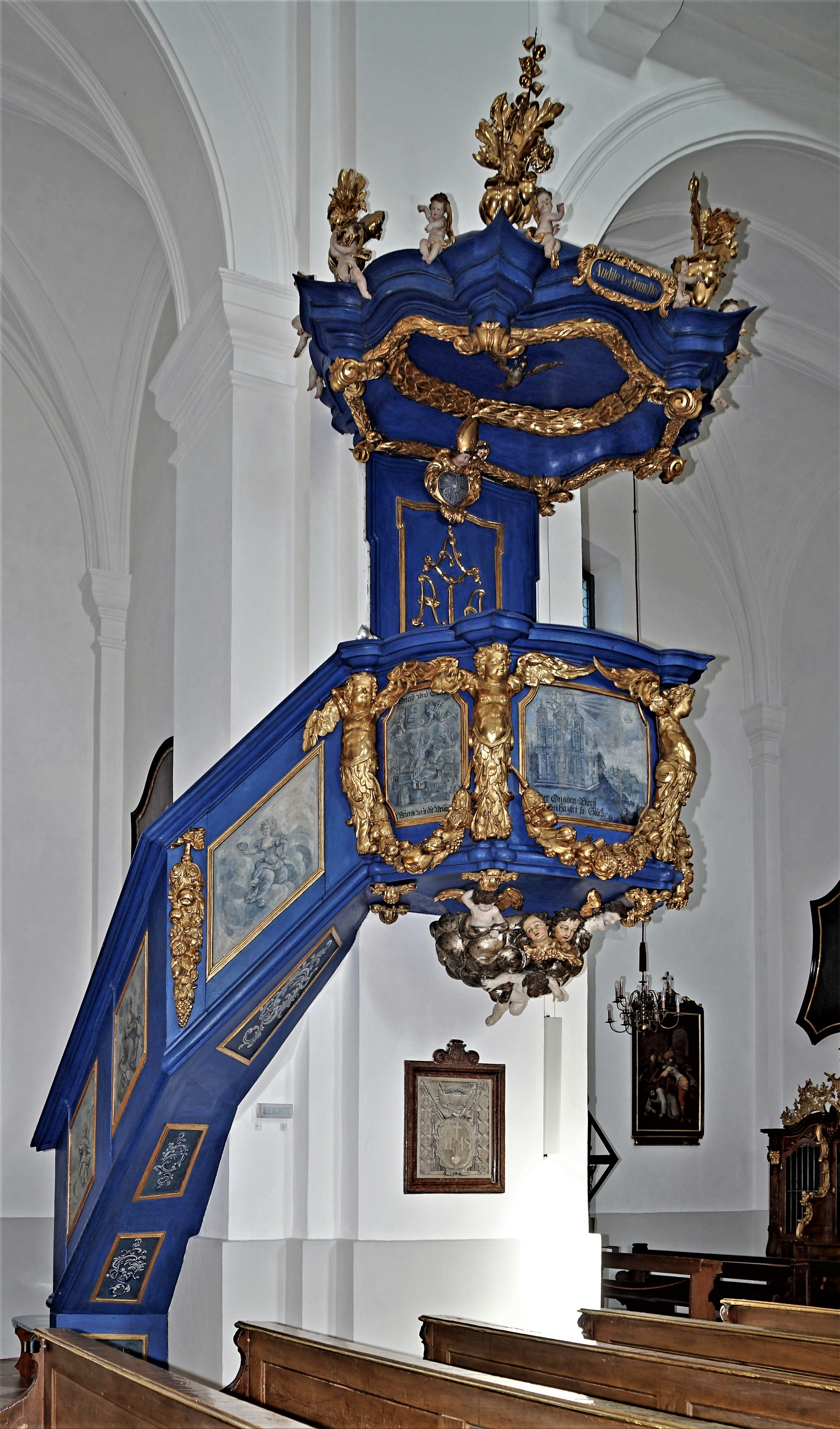
Die Kanzel
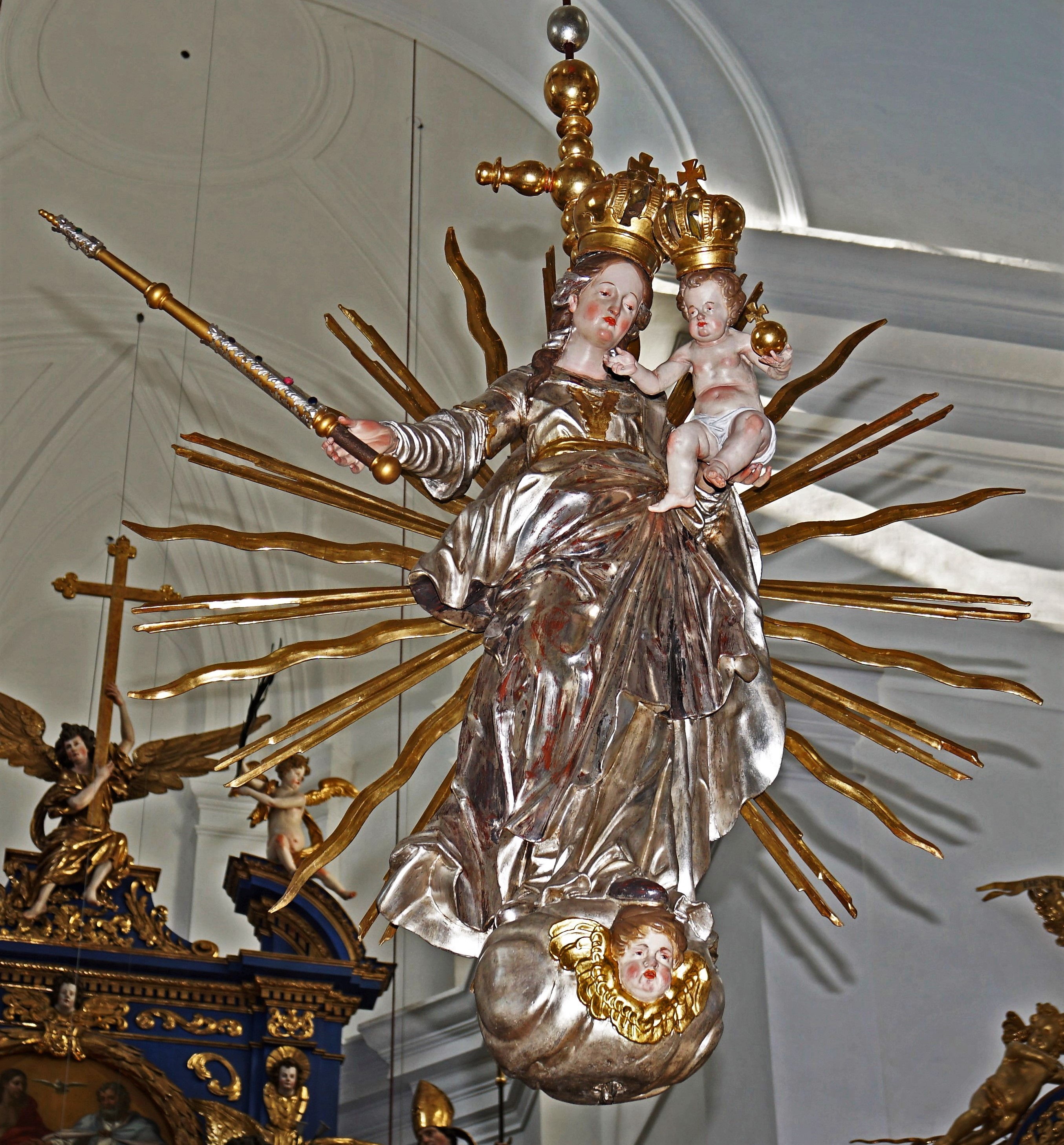
Barocke Rosenkranz-Madonna
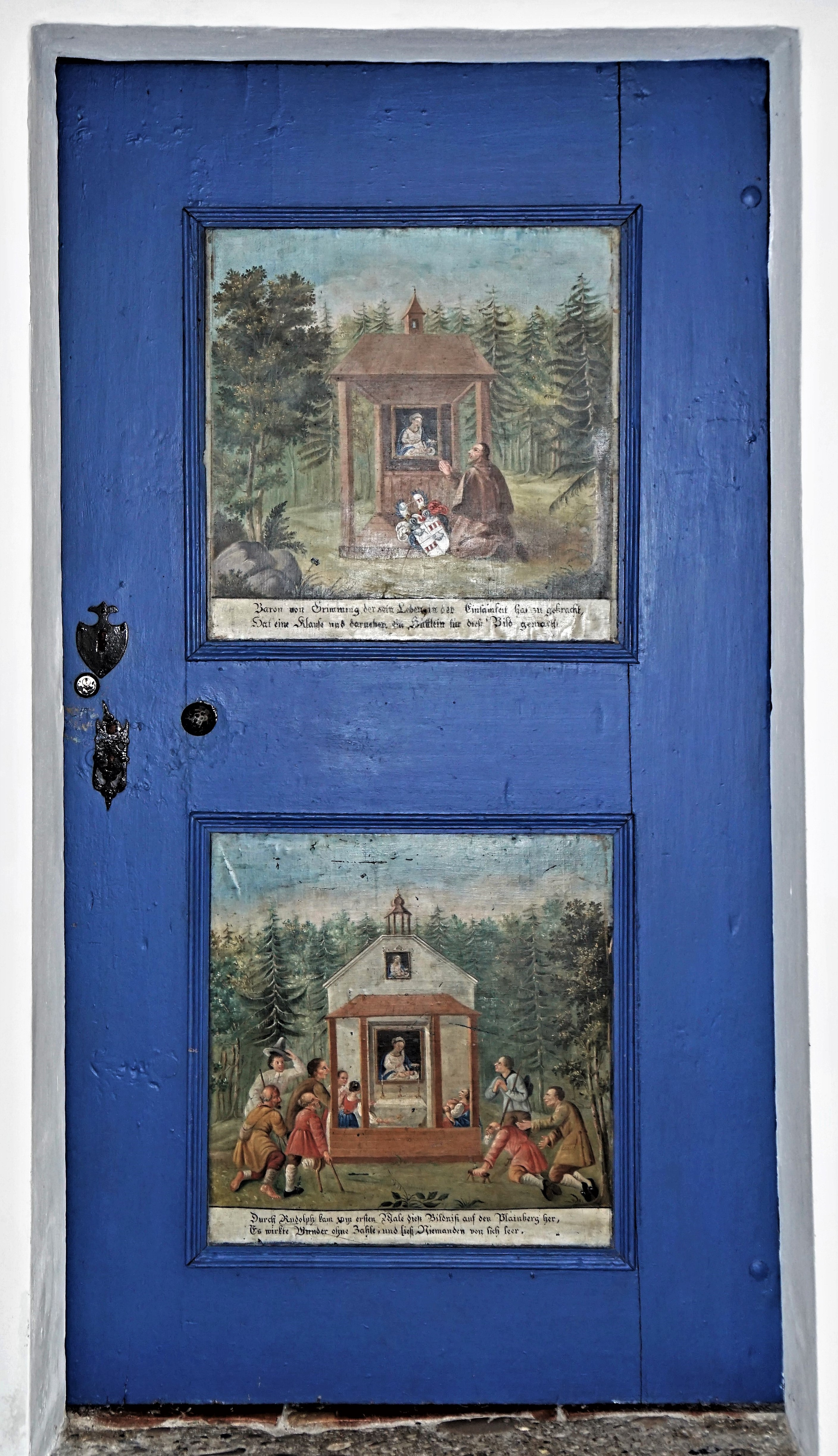
Tür zum Emporenaufgang
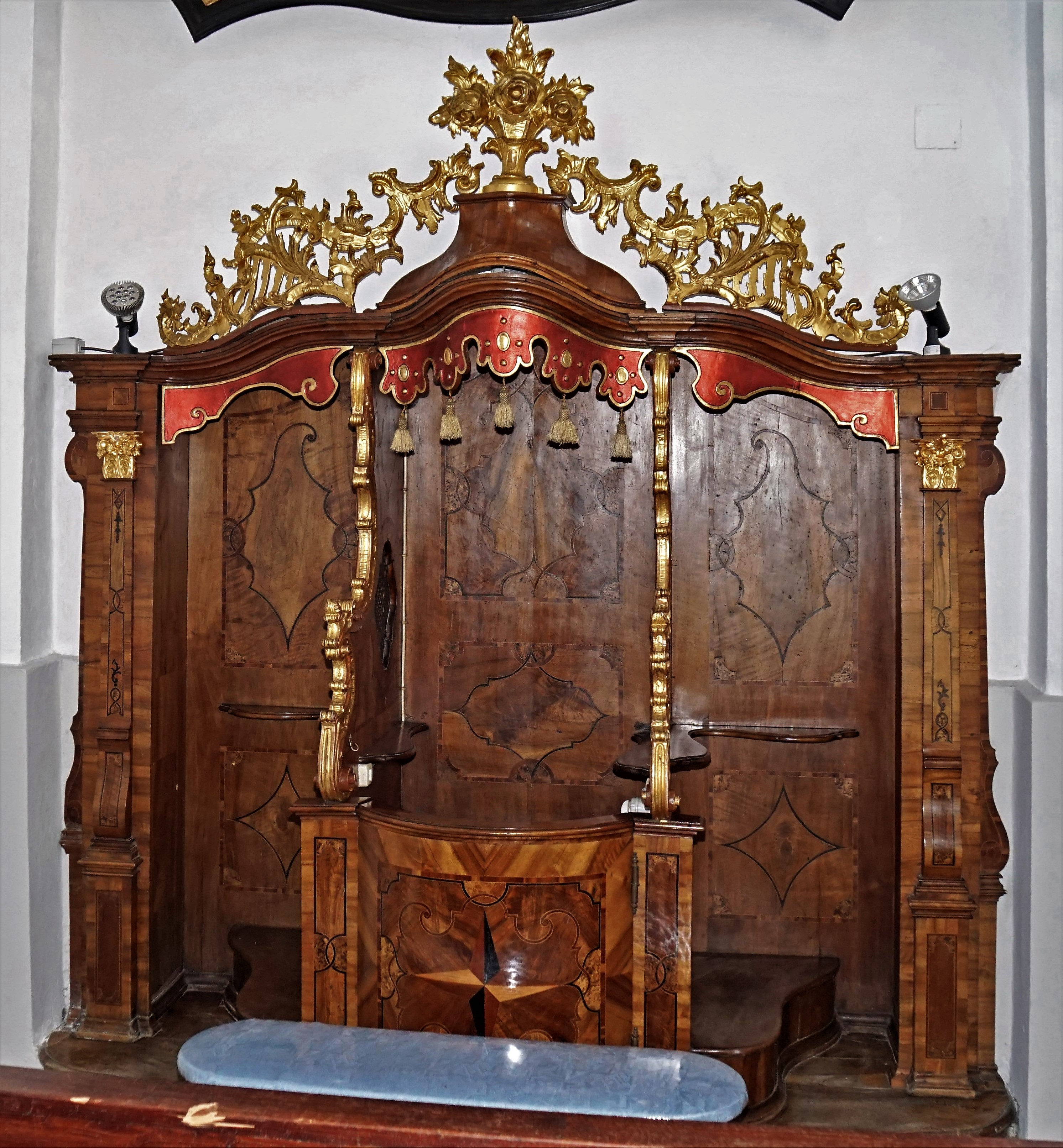
Barocker Beichtstuhl

### Orgeln
Die erste Nachricht über eine Orgel in der 1674 eingeweihten Kirche von Maria Plain besagt lediglich, dass sie klein war und her- oder eingerichtet werden musste (… Zurichtung der khlainen Orgl …). Das Orgel-Instrument, vermutlich ein Positiv, war anlässlich der 1674 stattfindenden Einweihungsfeierlichkeiten aufgestellt worden. Von wem dieses stammte, ob es vielleicht gebraucht war und was später damit geschah, ist bisher unbekannt geblieben.

#### Hauptorgel, Egedacher 1682
Die große Orgel stammte aus der Werkstätte Christoph Egedachers (1641–1706), der seit 1673 als Hoforgelmacher in Salzburg tätig war. Ihre Anschaffung im Jahre 1682 stiftete der Abt der Reichsabtei Weingarten, Reichsprälat Alfons I. Stadlmayr (1673–1683), der zwischen 1653 und 1673 Rektor der Salzburger Universität gewesen war. Abt Stadlmayrs Vater ist der bekannte Komponist Johann Stadlmayr.
Die ursprüngliche Disposition von 1682 ist nicht überliefert. Sie hatte, laut Quellen aus dem 19. Jahrhundert, 8 Register, und dürfte folgende Stimmen aufgewiesen haben: Principal 8', Viola 8', Copl 8′, Octav 4′, Flöte 4′, Quinte 3′, Superoctav 2′, Mixtur 1 1⁄2′ (zweifach). Das Manual hatte einen Umfang von C–c′′′ mit kurzer Oktav (45 Tasten und Töne), das Pedal von C–gis ebenso (16 Tasten, auf Taste g klingt gis).

#### Gehäuse von Simon Fries, 1749 verändert
Das Gehäuse entwarf anscheinend Simon Fries, der zuletzt noch zwei Schleierbretter anfertigte, die ihm 1685 bezahlt wurden und 16 fl. kosteten.
1749 bezahlte der Abt von Weingarten, Dominikus II. Schnitzer (1745–1784), Veränderungen in der Gehäusemitte, um mehr Licht durch das Süd-Fenster ins Kircheninnere dringen zu lassen. Dabei wurde das mittige Oberteil des Gehäuses mitsamt dem römischen Zifferblatt entfernt, und das dann veränderte Zifferblatt höher angebracht; es ‚schwebt‘ seither über der Orgel an der Decke der Kirche.
In goldenen Buchstaben sind am Gehäuse drei geschichtliche Angaben zur Orgel, in Form von (elegischen) Chronodistichen, angebracht:
| 1682 ALPHONSVS ABBAS MONASTERII WEINGARTENSIS DEIPARÆ VIRGINIS HONORI FIERI FECIT | 1749 DOMINICVS ANTISTES WEINGARTENSIS • ITA • IN– NOVABAT • VT • SOLIS IVBARI LIBERIOR SIT TRANSITVS | 1939 ELECTRI INSONAT ORGANI VOX VI DANTE JACOBO PRAESVLE QVI IMPERITAT PETERI IN COENOBIO |

#### Mooser-Orgel 1850
1850 gestaltete der Salzburger Orgelbauer Ludwig Mooser (1807–1881) die Orgel um: Er versah das Gehäuse wieder mit einer Abdeckung, baute neue Pedalwindladen für ein eigenständiges 18-Töne-Pedal ein, erweiterte den Umfang der Klaviatur und veränderte die Disposition. Aus einer Reisebeschreibung Theodor Manns, die 1885 veröffentlicht wurde, hatte die Orgel nach dem Umbau durch Mooser 11 Register. Manual (54 Tasten C–f3): Principal 8′, Viola 8′, Gedackt 8′, Flöte 4′, Octave 4′, Dolce 4′, Octave 2′, Quinte 2 2⁄3′, Mixtur (zweifach). Pedal (18 Tasten und Töne, C–f): Subbaß 16′, Octavbaß 8′; Pedalkoppel.

#### Dreher & Flamm-Orgel 1939
1939 wurde diese Orgel von der Firma Dreher & Flamm total verändert. Sie erhielt eine elektropneumatische Traktur, zwei elektrische Spieltische und ein hinter dem Hochaltar aufgestelltes Fernwerk. Die Disposition stammte von Joseph Messner und umfasste 22 Register, gestiftet hatte das Instrument der Erzabt des Klosters St. Peter, Jakob Reimer (1931–1956). Am 12. Juli 1940 untersuchten Joseph Messner und Vinzenz Goller die Orgel und schrieben ein hymnisch abgefasstes Gutachten. Die Störanfälligkeit und die mindere klangliche Qualität des Instruments führten allerdings in der Folge zu den Überlegungen, nach einem gediegeneren Instrument Ausschau zu halten. 1995 entwickelte der luxemburgische Orgelbauer Georg Westenfelder ein Konzept zur Rekonstruktion der Egedacher-Orgel.

#### Westenfelder-Orgel 1998
Im Jahre 1997 erhielt der Luxemburger Orgelbauer Georg Westenfelder den Auftrag, eine neue Orgel für Maria Plain zu bauen. Im Vorfeld hatten die mit Konzeptionierung und Auftragsvergabe befassten Beteiligten formuliert, dass das optische Erscheinungsbild der Orgel am besten wieder mit dem klanglichen in Übereinstimmung zu bringen sei. Im I. Manual rekonstruierte Westenfelder in diesem Sinne die Disposition Egedachers aus dem Jahre 1682, erweiterte dieses aber um das Schweberegister Piffaro, das Egedacher auch an anderen Orgeln disponiert hatte. Darüber hinaus ergänzte Westenfelder die Orgel mit einem II. Manual und Pedal, wobei das II. Manual praktisch aus einem Cornet décomposé besteht. Die neue Orgel wurde am 27. September 1998 feierlich gesegnet.

#### Disposition seit 1998

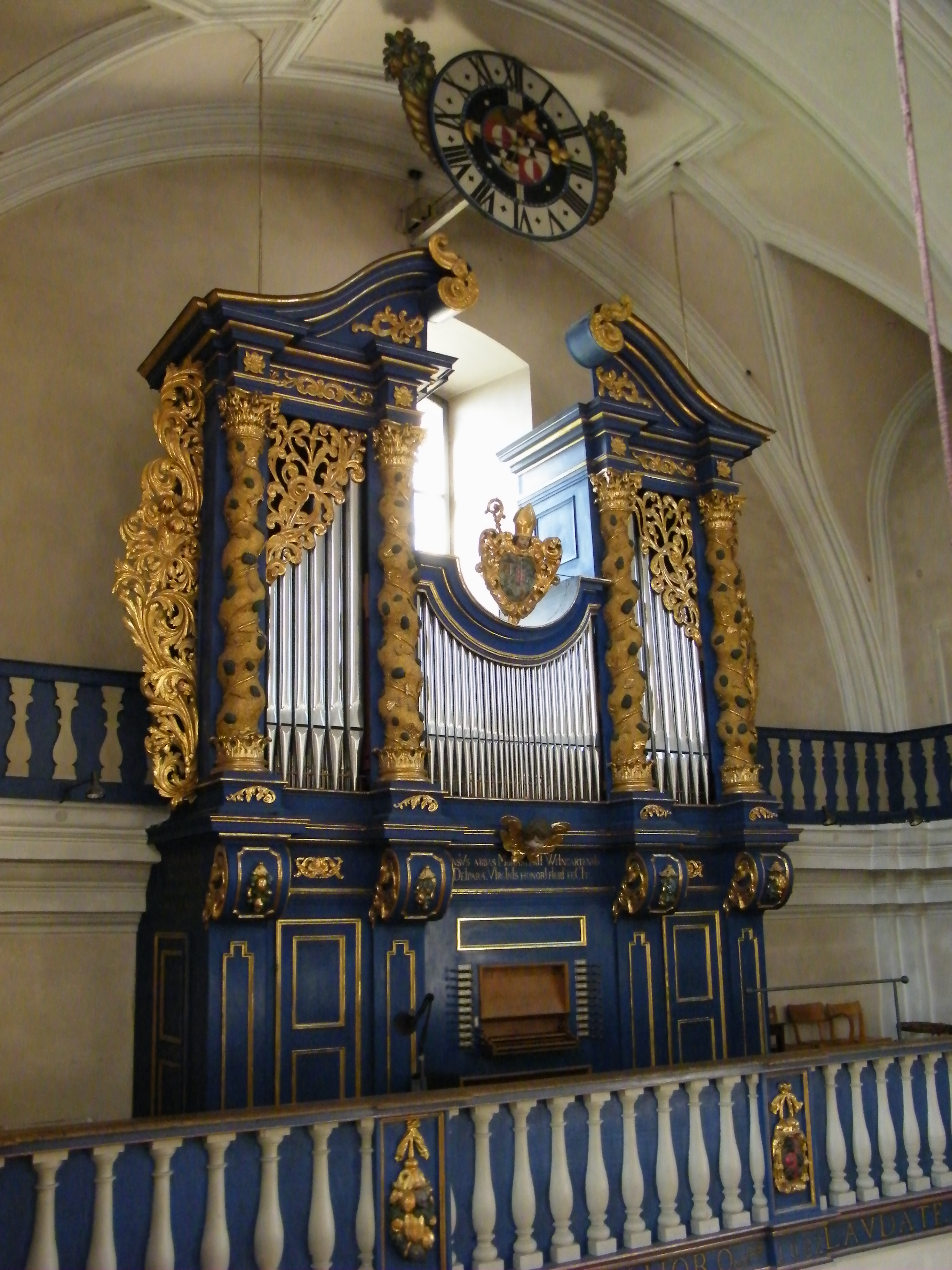
Egedacher Orgel 1682

| I Hauptwerk CD–d3 |       |
| Principal         | 8′    |
| Viola             | 8′    |
| Copel             | 8′    |
| Oktave            | 4′    |
| Flöte             | 4′    |
| Quinte            | 3′    |
| Superoctav        | 2′    |
| Mixtur IV         | 1 ⁄3′ |
| Piffaro (ab a0)   | 8′    |

| II Nebenwerk CD–d3 |        |
| Rohrcopel          | 8′     |
| Flöte              | 4′     |
| Nasat              | 2 ⁄3′  |
| Kleine Flöte       | 2′     |
| Terz               | 1 3⁄5′ |
| Quinte             | 1 ⁄3′  |
| Regal              | 8′     |

| Pedal CD–d1 |     |
| Subbass     | 16′ |
| Octavbass   | 8′  |
| Posaune     | 8′  |

- Koppeln: II/I, I/P, II/P
- Tremulant

#### Chororgel 1939
Die Chororgel wurde im Zuge der Kirchenrenovierung 2014 stillgelegt und der elektrische Spieltisch, der vor den Kirchenbänken situiert war, entfernt.

### Glocken
Die Basilika besitzt insgesamt acht Kirchenglocken, wobei die kleine Wandlungsglocke nicht zum Hauptgeläut zählt.
| Nr. | Name                           | Nominal (GT-1/16) | Gewicht (kg) | Durchmesser (cm) | Gussjahr | Gießer           | Turm       |
| 1   | Landesvermisstenglocke         | a0 ±0             | 3.910        | 188              | 1959     | Hamm & Hartner   | West       |
| 2   | Marienglocke                   | h0 ±0             | 3.108        | 167              | 2020     | Grassmayr        | West       |
| 3   | Landsturmglocke oder Stürmerin | cis1 ±0           | 2.018        | 151              | 1927     | Oberascher       | Ost        |
| 4   | Piusglocke                     | e1 ±0             | 1.020        | 128              | 1959     | Hamm & Hartner   | Ost        |
| 5   | Georgsglocke                   | g1 ±0             | 615          | 103              | 1959     | Hamm & Hartner   | Ost        |
| 6   | Christina-Glocke               | a1 ±0             | 425          | 90               | 1959     | Hamm & Hartner   | Ost        |
| 7   | Josefsglocke                   | h1 ±0             | 305          | 81               | 1959     | Hamm & Hartner   | Ost        |
| 8   | Wandlungsglocke                | e2 −2             | ~150         | 65               | 1680     | Johann Nußpirker | Dachreiter |